# CSKA Sofia (piłka nożna)
PFK CSKA Sofia (bułg. ПФК ЦСКА София), właśc. Profesijonalen Futbolen Kłub Centrałen Sporten Kłub na Armijata Sofia (bułg. Професионален Футболен Клуб Централен Спортен Клуб на Армията София) – bułgarski klub piłkarski z siedzibą w stolicy kraju Sofia. Jest rekordzistą pod względem liczby zdobytych tytułów mistrza kraju (31).

## Historia

### Chronologia nazw
- 05.1948: Septemwri pri CDW Sofia (bułg. ФК "Септември при ЦДВ" [Централен дом на войската] (София)) – po fuzji klubów Septemwri Sofia i CDW
- 1949: CDNW [Centralen dom na narodnata wojska] Sofia (bułg. "ЦДНВ" [Централен дом на народната войска] (София))
- 1950: NW [Narodna Wojska] Sofia (bułg. ДСО "НВ" [Народна войска] (София)) – po fuzji z DNW Płowdiw, WMS Stalin i WSS Sofia
- 1951: CDNW Sofia (bułg. ФК "ЦДНВ" [Централен дом на народната войска] (София))
- 1952: CDNA [Centralen dom na narodnata armia] Sofia (bułg. ДСО "ЦДНА" [Централен дом на народната армия] (София))
- 1953: OSG [Otbor na sofijskija garnizon] Sofia (bułg. ДСО "ОСГ" [Отбор на софийския гарнизон] (София))
- 1953: CDNA Sofia (bułg. ДСО "ЦДНА" [Централен дом на народната армия] (София))
- 1962: CSKA Czerweno zname Sofia (bułg. ЦСКА "Червено знаме" (София)) – po fuzji z Czerweno Zname Sofia
- 01.1969: CSKA Septemwrijsko zname Sofia (bułg. ЦСКА "Септемврийско знаме" (София)) – po fuzji z Septemwri Sofia
- 1985: FK Sredec Sofia (bułg. ФК "Средец" (София))
- 1987: CFKA Sredec Sofia (bułg. ЦФКА "Средец" (София))
- 1989: CSKA Sofia (bułg. ПФК ЦСКА (София))

### Zarys historyczny
Klub CSKA Sofia został założony 5 maja 1948 roku, pod obecną nazwą występuje od sezonu 1988–89. Od 1954 do 1962 roku dziewięć razy z rzędu triumfował w rozgrywkach ligowych. CSKA było klubem popieranym przez komunistyczne władze w przeciwieństwie do Lewskiego Sofia.
W drugiej połowie lat 80. i na początku 90. w CSKA zaczynało piłkarskie kariery wielu zawodników, którzy z reprezentacją Bułgarii zdobyli IV miejsce na Mundialu 1994 (m.in. Christo Stoiczkow, Trifon Iwanow, Jordan Leczkow, Emił Kostadinow). Trenerem drużyny narodowej na amerykańskim turnieju był Dimityr Penew; jako piłkarz przez trzynaście lat grał w defensywie CSKA, a jako szkoleniowiec pracował w tym klubie dwukrotnie (w latach 1985–90 i 1998–99), trzy razy doprowadzając go do mistrzostwa kraju.
W ostatnich latach CSKA zdobywa tytuł mistrza kraju na przemian z Lewskim, ostatni raz zespół wygrał w ligowych rozgrywkach w 2008 roku. Od marca 2007 roku szkoleniowcem CSKA jest inny były selekcjoner Stojczo Mładenow, który zastąpił również ex trenera kadry Płamena Markowa.
Ze względu na problemy finansowe klubu, federacja bułgarska zdegradowała CSKA do III ligi. Także UEFA negatywnie rozpatrzyła wniosek bułgarskiego klubu i podtrzymała decyzję o degradacji i wycofaniu klubu z el. piłkarskiej Ligi Mistrzów.
W czerwcu 2016 roku po połączeniu Liteksu Łowecz z Chavdarem Etropole utworzono nowy klub o nazwie CSKA Sofia, który został zgłoszony do rozgrywek ekstraklasy bułgarskiej w sezonie 2016/2017, w miejsce wycofanego z rozgrywek Liteksu. Nowy klub chce w drodze kupna nabyć wszelkie sportowe i historyczne aktywa od „starego” CSKA wobec którego obecnie jest prowadzone postępowanie upadłościowe.

## Sukcesy
- Mistrzostwo Bułgarii: 31
  - 1948, 1951, 1952, 1954, 1955, 1956, 1957, 1958, 1959, 1960, 1961, 1962, 1966, 1969, 1971, 1972, 1973, 1975, 1976, 1980, 1981, 1982, 1983, 1987, 1989, 1990, 1992, 1997, 2003, 2005, 2008
- Wicemistrzostwo Bułgarii: 28
  - 1949, 1953, 1968, 1970, 1974, 1977, 1978, 1979, 1984, 1985, 1988, 1991, 1993, 1994, 2000, 2001, 2006, 2007, 2009, 2010, 2012, 2014, 2017, 2018, 2019, 2020, 2022, 2023
- Puchar Bułgarii: 11
  - 1981[a], 1985, 1987, 1988, 1989, 1993, 1997, 1999, 2006, 2011, 2016, 2021[2]
- Puchar Armii Sowieckiej: 10
  - 1951, 1954, 1955, 1961, 1965, 1969, 1972, 1973, 1974, 1983[2]
- Superpuchar Bułgarii: 4
  - 1989, 2006, 2008, 2011[2]
- Występy międzynarodowe:
  - półfinał Pucharu Europejskich Mistrzów Krajowych 1966–1967
  - półfinał Pucharu Europejskich Mistrzów Krajowych 1981–1982
  - półfinał Puchar Zdobywców Pucharów 1988-1989

## Aktualny skład
| Nr | Poz. | Piłkarz                   |
| -- | ---- | ------------------------- |
| 1  | BR   | Gustavo Busatto           |
| 2  | OB   | Jurgen Mattheij (kapitan) |
| 3  | OB   | Geferson                  |
| 4  | OB   | Menno Koch                |
| 5  | OB   | Bradley de Nooijer        |
| 6  | OB   | Christijan Petrow         |
| 7  | PO   | Jonathan Lindseth         |
| 8  | PO   | Stanisław Szopow          |
| 9  | NA   | Duckens Nazon             |
| 10 | NA   | Georgi Jomow              |
| 11 | PO   | Lazar Tufegdžić           |
| 12 | BR   | Aleks Bożew               |
| 13 | OB   | Galin Minkow              |
| 15 | OB   | Thibaut Vion              |
| 16 | OB   | Asen Donczew              |

| Nr | Poz. | Piłkarz                                   |
| -- | ---- | ----------------------------------------- |
| 17 | NA   | Bismark Charles                           |
| 18 | PO   | Simeon Aleksandrow                        |
| 19 | OB   | Iwan Turicow                              |
| 20 | PO   | Joan Baurenski                            |
| 21 | PO   | Amos Youga                                |
| 22 | OB   | Enes Mahmutovic                           |
| 23 | PO   | Żirajr Szaghojan (wyp. z Araratu-Armenii) |
| 24 | NA   | Mark-Emilio Papazow                       |
| 25 | BR   | Dimityr Ewtimow                           |
| 26 | PO   | Marcelino Carreazo                        |
| 27 | NA   | Maurício Garcez (wyp. z Brusque FC)       |
| 28 | NA   | Brayan Moreno                             |
| 29 | OB   | Rosen Marinow                             |
| 30 | NA   | Daouda Bamba                              |

## Stadion
Stadion Armii Bułgarskiej został zbudowany w 1967 roku. Położony jest w centrum Sofii na obrzeżach parku Borisowa Gradina i jest częścią dużego kompleksu sportowego, w którego skład wchodzą także boiska do tenisa ziemnego i koszykówki.
- Pojemność: 22.015 miejsc (wszystkie siedzące)

## Trenerzy

### Po II wojnie światowej
|  | - 1947-48 – Konstantin Nikołow - 1948-49 – Konstantin Nikołow / Krum Milew - 1950 – Krum Milew - 1951 – Krum Milew - 1952 – Krum Milew - 1953 – Krum Milew - 1954 – Krum Milew - 1955 – Krum Milew - 1956 – Krum Milew - 1957 – Krum Milew - 1958 – Krum Milew - 1958-59 – Krum Milew - 1959-60 – Krum Milew - 1960-61 – Krum Milew - 1961-62 – Krum Milew - 1962-63 – Krum Milew - 1963-64 – Krum Milew - 1964-65 – Grigorij Pinajczew - 1965-66 – Stojan Ormandżiew - 1966-67 – Stojan Ormandżiew - 1967-68 – Stojan Ormandżiew - 1968-69 – Stojan Ormandżiew - 1969-70 – Manoł Manołow - 1970-71 – Manoł Manołow - 1971-72 – Manoł Manołow - 1972-73 – Manoł Manołow - 1973-74 – Manoł Manołow / Nikola Kowaczew - 1974-75 – Manoł Manołow |  | - 1975–76 – Sergij Jocow - 1976-77 – Sergij Jocow - 1977-78 – Nikola Kowaczew - 1978-79 – Nikola Kowaczew - 1979-80 – Asparuch Nikodimow - 1980-81 – Asparuch Nikodimow - 1981-82 – Asparuch Nikodimow - 1982-83 – Asparuch Nikodimow / Stefan Bożkow / Borys Stankow - 1983-84 – Apostoł Czaczewski / Manoł Manołow - 1984-85 – Manoł Manołow - 1985-86 – Sergij Jocow / Dimityr Penew - 1986-87 – Dimityr Penew - 1987-88 – Dimityr Penew - 1988-89 – Dimityr Penew - 1989-90 – Dimityr Penew - 1990-91 – Dimityr Penew / Asparuch Nikodimow - 1991-92 – Asparuch Nikodimow - 1992-93 – Asparuch Nikodimow / Cwetan Jonczew - 1993-94 – Gjoko Hadżiewski / Boris Gaganełow - 1994-95 – Bożił Kolew / Cwetan Jonczew / Spas Dżewizow / Christo Andonow / Cwetan Atanasow - 1995-96 – Płamen Markow / Georgi Wasilew - 1996-97 – Georgi Wasilew - 1997-98 – Georgi Wasilew / Petyr Żechtinski - 1998-99 – Dimityr Penew - 1999-00 – Dimityr Penew / Spas Dżewizow / Aleksandyr Stankow - 2000-01 – Enrico Catuzzi - 2001-02 – Asparuch Nikodimow / Luigi Simoni - 2002-03 – Stojczo Mładenow - 2003-04 – Aleksandyr Stankow / Ferario Spasow - 2004-05 – Ferario Spasow / Miodrag Ješić - 2005-06 – Miodrag Ješić / Płamen Markow - 2006-07 – Płamen Markow / Stojczo Mładenow - 2007-08 – Stojczo Mładenow - 2008-09 – Dimityr Penew / Ljubosław Penew - 2009-10 – Ljubosław Penew / Ioan Andone / Adałbert Zafirow i Dimityr Penew / Paweł Doczew - 2010-11 – Paweł Doczew / Gjore Jowanowski / Milen Radukanow - 2011-12 – Milen Radukanow / Dimityr Penew |